# A Crime to Remember
A Crime to Remember è un programma televisivo documentaristico del 2013, che è andato in onda dal 12 novembre 2013 al 7 aprile 2018 su Investigation Discovery negli Stati Uniti. In Italia, è andato in onda su Giallo. Racconta crimini che hanno scioccato il pubblico quando sono accaduti, come il volo United Airlines 629 del 1995. 
La serie è stata rinnovata per la quinta e ultima stagione il 29 marzo 2017, ed è iniziata il 10 febbraio 2018.

## Trama
Gli episodi contengono interviste con amici, sopravvissuti e parenti, investigatori e giornalisti che hanno coperto i casi, ma anche esperti e autori.

## Episodi
| Stagione         | Episodi | Prima TV USA |
| ---------------- | ------- | ------------ |
| Prima stagione   | 6       | 2013         |
| Seconda stagione | 8       | 2014         |
| Terza stagione   | 8       | 2015         |
| Quarta stagione  | 8       | 2016-2017    |
| Quinta stagione  | 8       | 2018         |

### Stagione 1 (2013)
| n° | Titolo originale         | Titolo italiano              | Prima TV USA     |
| -- | ------------------------ | ---------------------------- | ---------------- |
| 1  | Go Ask Alice             | Il segreto di Alice          | 12 novembre 2013 |
| 2  | The Career Girls Murders | Un serial killer nel college | 19 novembre 2013 |
| 3  | Judge, Jury, Executioner | Quel giudice deve morire     | 26 novembre 2013 |
| 4  | Time Bomb                | Bomba ad orologeria          | 3 dicembre 2013  |
| 5  | A New Kind of Monster    | Il pericolo del successo     | 10 dicembre 2013 |
| 6  | Who Killed Mr. Woodward? | Chi ha ucciso Mr. Woodward   | 17 dicembre 2013 |

### Stagione 2 (2014)
| n° | Titolo originale       | Titolo italiano                       | Prima TV USA     |
| -- | ---------------------- | ------------------------------------- | ---------------- |
| 1  | 38 Witnesses           | Il silenzio dei testimoni             | 11 novembre 2014 |
| 2  | The Shot Doctor        | Hanno sparato al dottore              | 18 novembre 2014 |
| 3  | Candyland              | Il caso Mossler: tra congiura e morte | 25 novembre 2014 |
| 4  | The 28th Floor         | Il 28º piano                          | 2 dicembre 2014  |
| 5  | The Pied Piper         | Il pifferaio magico                   | 9 dicembre 2014  |
| 6  | Accident on Banyan St. | L'incidente sulla Banyan St.          | 16 dicembre 2014 |
| 7  | Cabin In The Woods     | La casetta nel bosco                  | 23 dicembre 2014 |
| 8  | Baby Come Home         | Il rapimento di Bobby                 | 30 dicembre 2014 |

### Stagione 3 (2015)
| n° | Titolo originale       | Titolo italiano                   | Prima TV USA     |
| -- | ---------------------- | --------------------------------- | ---------------- |
| 1  | Lock Up Your Daughters | Chiudete in casa le vostre figlie | 10 novembre 2015 |
| 2  | Last Night Stand       | La scorsa notte                   | 17 novembre 2015 |
| 3  | And Then There Was One | Alla fine rimase uno              | 24 novembre 2015 |
| 4  | Such A Pretty Face     | Un bel faccino                    | 1 dicembre 2015  |
| 5  | Comedy of Terrors      | La commedia del terrore           | 8 dicembre 2015  |
| 6  | The Wrong Man          | L'uomo sbagliato                  | 15 dicembre 2015 |
| 7  | Damsel on Death Row    | Nel braccio della morte           | 22 dicembre 2015 |
| 8  | Bye Bye Betty          | Addio Betty                       | 29 dicembre 2015 |

### Stagione 4 (2016-2017)
| n° | Titolo originale  | Titolo italiano         | Prima TV USA     |
| -- | ----------------- | ----------------------- | ---------------- |
| 1  | Teenage Wasteland | Gioventù bruciata       | 6 dicembre 2016  |
| 2  | Luck Be A Lady    | La pistolera            | 13 dicembre 2016 |
| 3  | Devil's Advocate  | L'avvocato del diavolo  | 20 dicembre 2016 |
| 4  | Paradise Lost     | Paradiso perduto        | 27 dicembre 2016 |
| 5  | Comedy of Terrors | La commedia del terrore | 3 gennaio 2017   |
| 6  | Guess Who?        | Un fantasma in soffitta | 10 gennaio 2017  |
| 7  | Killer Prophet    |                         | 24 gennaio 2017  |
| 8  | The Newlydeads    | Avidità o crudeltà?     | 30 gennaio 2017  |

### Stagione 5 (2018)
| n° | Titolo originale       | Titolo italiano                 | Prima TV USA     |
| -- | ---------------------- | ------------------------------- | ---------------- |
| 1  | Once Upon a Crime      | C'era una volta un crimine      | 10 febbraio 2018 |
| 2  | The Bad Old Days       | La pistolera                    | 17 febbraio 2018 |
| 3  | Hearts of Darkness     | Cuori di tenebra                | 24 febbraio 2018 |
| 4  | Coffin for Christmas   | Una bara per Natale             | 3 marzo 2018     |
| 5  | Beast With a Badge     | Una bestia con il distintivo    | 17 marzo 2018    |
| 6  | Black Sheep            | La pecora nera                  | 24 marzo 2018    |
| 7  | A Woman's Place        | Il posto di una donna           | 31 marzo 2018    |
| 8  | Mother's Little Helper | Il piccolo aiutante della mamma | 7 aprile 2018    |

## Produzione
Ogni episodio è trattato come un mini film, e quindi è montato e filmato come un film.

## Riconoscimenti
Il documentario ha vinto il News & Documentary Emmy Awards per la categoria direzione luci e scenografia.